# José Rivera (volley-ball)
Pour les articles homonymes, voir José Rivera.
José Manuel Rivera Caamano est un joueur portoricain de volley-ball, né le 28 mai 1977[réf. nécessaire] à Waukegan (Illinois). Il mesure 1,96 m et joue réceptionneur-attaquant.

## Clubs
| Club                           | Pays       | De        | À         |
| ------------------------------ | ---------- | --------- | --------- |
| Université de l'État de l'Ohio | États-Unis | 1995-1996 | 1999-2000 |
| Rebeldes de Moca               | Porto Rico | 2000-2001 | 2001-2002 |
| CCA Melilla joker              | Espagne    | 2001-2002 | 2001-2002 |
| Playeros de San Juan           | Porto Rico | 2002-2003 | 2003-2004 |
| Indeco Molfetta joker          | Italie     | 2003-2004 | 2003-2004 |
| Jastrzebski Wegiel             | Pologne    | 2004-2005 | 2004-2005 |
| Beauvais OUC                   | France     | 2005-2006 | 2005-2006 |
| Noliko Maaseik                 | Belgique   | 2006-2007 | …         |

## Palmarès
Néant.